# Teresa Dutkiewicz
Teresa Maria Dutkiewicz (ur. w 1941 we Lwowie, zm. 25 maja 2022 tamże) – działaczka polskiej mniejszości narodowej na Ukrainie i dziennikarka.

## Życiorys
Ukończyła Szkołę Średnią nr 10 we Lwowie oraz Politechnikę Lwowską. W ramach działalności w środowisku polskim była wiceprezesem  Federacji Organizacji Polskich na Ukrainie oraz redaktorem naczelnym wydawanego przez federację dwumiesięcznika „Nasze drogi”. Była także członkiem Stowarzyszenia Dziennikarzy Polskich na Ukrainie. W 2020 roku, po śmierci wieloletniej prezes FOPnU Emilii Chmielowej tymczasowo pełniła obowiązki prezesa FOPnU.
Za swoją działalność została odznaczona: Medalem Komisji Edukacji Narodowej, Krzyżem Kawalerskim (2006) i Oficerskim (2013) Orderu Zasługi Rzeczypospolitej Polskiej, odznaką Zasłużony dla Kultury Polskiej i Orderem Uśmiechu.